# Ephraim Mol
Pour les articles homonymes, voir Mol.

Ephraïm Mol, né le 8 mars 1938 à Bruxelles, en Belgique et mort le 20 avril 2023 à Jérusalem, en Israël, est un rabbin orthodoxe israélien d'origine belge, réfugié en France avec sa famille en 1942. Ses parents sont déportés à Auschwitz. Il survit à la Shoah en France, caché dans un couvent à Besançon. Il immigre plus tard en Israël. Il meurt, peu avant le Yom Hashoah, où il devait réciter la prière de El Male Rahamim à Yad Vashem.

## Biographie
Ephraim (Freddy) Mol est né le 8 mars 1938 à Bruxelles, en Belgique,.
Il est le fils de Rubin Mol, né le 17 décembre 1912 à Varsovie, en Pologne et de Bella Mol (née Pinskier), née le 5 juillet 1912 à Varsovie, en Pologne. 

### Seconde Guerre mondiale
En 1942, la famille Mol tente de se réfugier en Suisse via Besançon mais ils sont arrêtés à Besançon par la Gestapo. Les parents sont déportés par le Convoi no 34, en date du 18 septembre 1942 de Drancy vers Auschwitz.
La police nationale conduit Ephraim Mol dans un couvent à Besançon. Il est plus tard adopté par Ernest et Pauline Weil, une famille juive. Mais avec l'intensification des persécutions contre les Juifs, il doit être caché jusqu'à la libération, chez Lucie Cartier, reconnue comme Juste parmi les nations par Yad Vashem en 1971.

### Service militaire en Algérie
Il fait son service militaire durant la Guerre d'Algérie.

### Israël
En 1960, il immigre en Israël et s'installe au Kibboutz Sde Eliyahu, dans le nord du pays.
Sa dernière résidence est au 7 Aharon Brand à Jérusalem.

### Famille
Ephraim Mol et son épouse Rachel, rencontrée durant son séjour en Algérie, ont 3 filles : Bella Lifshitz, Basya Mol et Avigail Gur et un fils : Yoel Mol.

### Mort
Ephraim Mol meurt le 20 avril 2023, au Shaare Zedek Medical Center à Jérusalem, d'une hémorragie cérébrale. Il est enterré le 21 avril 2023 dans la section Habad au Cimetière juif du Mont des Oliviers.
Le Premier ministre israélien, Benjamin Netanyahu et le président du Yad Vashem expriment leurs condoléances à l'annonce de la mort d'Ephraim Mol.